# Integralsinus

Verlauf des Integralsinus im Bereich 0 ≤ x ≤ 8π

Der Integralsinus ist ein Begriff aus der Mathematik und bezeichnet eine durch ein Integral gegebene Funktion. Joseph Liouville (1809–1882) bewies, dass der Kardinalsinus nicht elementar integrierbar ist.
Der Integralsinus ist definiert als das Integral der Sinc-Funktion:
{\displaystyle \operatorname {Si} (x):=\int _{0}^{x}\operatorname {si} (t)\,\mathrm {d} t=\int _{0}^{x}{\frac {\sin t}{t}}\,\mathrm {d} t}.

## Eigenschaften
- Im Grenzübergang {\displaystyle \lim _{x\to \infty }\mathrm {Si} \left(x\right)} kann das Integral ausgewertet werden. Es gilt:

{\displaystyle \lim _{x\to \infty }\mathrm {Si} \left(x\right)={\frac {\pi }{2}}}
Dies wird im Folgenden bewiesen:
{\displaystyle \lim _{x\to \infty }\mathrm {Si} \left(x\right)=\int _{0}^{\infty }{\frac {\operatorname {sin} (x)}{x}}\,\mathrm {d} x=\int _{0}^{\infty }\int _{0}^{\infty }\operatorname {sin} (x)\operatorname {exp} (-xy)\,\mathrm {d} y\,\mathrm {d} x=\int _{0}^{\infty }\int _{0}^{\infty }\operatorname {sin} (x)\operatorname {exp} (-xy)\,\mathrm {d} x\,\mathrm {d} y=\int _{0}^{\infty }{\frac {1}{y^{2}+1}}\mathrm {d} y={\frac {\pi }{2}}}
- Sinus:

{\displaystyle \sin x={\frac {1}{2\mathrm {i} }}\left(\mathrm {e} ^{\mathrm {i} x}-\mathrm {e} ^{-\mathrm {i} x}\right)}
gilt mit der Integralexponentialfunktion {\displaystyle \mathrm {Ei} }
{\displaystyle \mathrm {Si} (x)={\frac {1}{2\mathrm {i} }}\left(\mathrm {Ei} (\mathrm {i} \ x)-\mathrm {Ei} (-\mathrm {i} \ x)\right)+{\frac {\pi }{2}}}
- Die Entwicklung in eine Taylorreihe an der Stelle 0 liefert die kompakt konvergente Reihe:

{\displaystyle \mathrm {Si} \left(x\right)=x-{\frac {x^{3}}{3!\cdot 3}}+{\frac {x^{5}}{5!\cdot 5}}-{\frac {x^{7}}{7!\cdot 7}}+\cdots \quad =\sum _{k=0}^{\infty }{\frac {(-1)^{k}}{(2k+1)!\cdot (2k+1)}}x^{2k+1}}
Eng verwandt ist der Integralcosinus Ci(x), der zusammen mit dem Integralsinus Si(x) in parametrischer Darstellung eine Klothoide bildet.

## Spezielle Werte
{\displaystyle \mathrm {Si} (\pi )=1{,}851937...} Wilbraham-Gibbs-Konstante

## Verwandte Grenzwerte
{\displaystyle \lim _{x\to \infty }\int _{0}^{x}{\frac {\sin ^{2}t}{t^{2}}}\,dt={\frac {1}{2}}\pi }
{\displaystyle \lim _{x\to \infty }\int _{0}^{x}{\frac {\sin ^{3}t}{t^{3}}}\,dt={\frac {3}{8}}\pi }
{\displaystyle \lim _{x\to \infty }\int _{0}^{x}{\frac {\sin ^{4}t}{t^{4}}}\,dt={\frac {1}{3}}\pi }
{\displaystyle \lim _{x\to \infty }\int _{0}^{x}{\frac {\sin ^{6}t}{t^{6}}}\,dt={\frac {11}{40}}\pi }

## Weitere Integralidentitäten
Im Handbuch der Mathematischen Funktionen von Milton Abramowitz und Irene Stegun in der neunten Auflage werden auf den Seiten 231 bis 233 weitere Integraldarstellungen für den Integralsinus und für den Integralcosinus basierend auf der Exponentialfunktion behandelt. Auf diesen Seiten werden folgende Formeln genannt:
{\displaystyle \int _{0}^{\infty }{\frac {\exp(-xy)}{y^{2}+1}}\,\mathrm {d} y={\frac {1}{2}}\pi \cos(x)-\operatorname {Si} (x)\cos(x)+\operatorname {Ci} (x)\sin(x)}
{\displaystyle \int _{0}^{\infty }{\frac {y\exp(-xy)}{y^{2}+1}}\,\mathrm {d} y={\frac {1}{2}}\pi \sin(x)-\operatorname {Si} (x)\sin(x)-\operatorname {Ci} (x)\cos(x)}
Durch Linearkombination und unter Zuhilfenahme des trigonometrischen Satzes des Pythagoras können diese Identitäten für den Integralsinus und den Integralcosinus hervorgebracht werden:
{\displaystyle \operatorname {Si} (x)={\frac {\pi }{2}}-\cos(x)\int _{0}^{\infty }{\frac {\exp(-xy)}{y^{2}+1}}\,\mathrm {d} y-\sin(x)\int _{0}^{\infty }{\frac {y\exp(-xy)}{y^{2}+1}}\,\mathrm {d} y}
{\displaystyle \operatorname {Ci} (x)=\sin(x)\int _{0}^{\infty }{\frac {\exp(-xy)}{y^{2}+1}}\,\mathrm {d} y-\cos(x)\int _{0}^{\infty }{\frac {y\exp(-xy)}{y^{2}+1}}\,\mathrm {d} y}